# JR貨物UM9C形コンテナ
UM9C形コンテナ（UM9Cがたコンテナ）は、日本貨物鉄道（JR貨物）輸送用として1987年に登録され、籍を編入している危険物輸送用、12 ft私有コンテナ（無蓋コンテナ）である。

## 概要
無蓋コンテナ以外の他形式では、形式を表す1-2桁の数字は全てコンテナの内容積で決定されているが、無蓋コンテナのみ床面積で付与されている。
これにより、本形式のコンテナ容積9 m3の算出は、厳密には端数四捨五入計算の為に、内容積8.5 - 9.4m3の間に属するコンテナが対象となる。また形式末尾のアルファベット一桁部位「A」は、コンテナの使用用途（主たる目的）が「普通品の輸送」を表す記号として付与されている。

## 特記事項
コンテナの高さは、形式によってドライコンテナと同等の高さがあったり、逆に1／8サイズの板型の様に八段（12ftの場合）又は、1／4サイズの薄型の様に四段（20ftの場合）に積み上げてやっとドライコンテナと同等の高さに達するなど、他形式ではタンクコンテナ以外では見られない様に、見た目が多種多彩に入り乱れているのも無蓋コンテナ形式の特徴となっている。

## 番台毎の概要

### 0番台
1
日本石油輸送所有、東ソー・アクゾが借り受けてアルキルアルミニウム輸送用の小型ボンベを積載する、通称：親子コンテナである。旧、東急車輛大阪工場で製造され、自重は1.8 t、荷重は5.0 tである。